# Projeto Matemática Ensino
O Projecto Matemática Ensino (PmatE) é uma competição estudantil organizada desde 1989 pela Universidade de Aveiro. O objetivo do projeto é a aplicação das tecnologias da comunicação e informação no desenvolvimento de conteúdos e eventos para a promoção do sucesso escolar e da cultura científica dos seus participantes. Iniciando-se com a disciplina de matemática, com o passar do tempo a competição tem adicionado novas áreas do conhecimento, como a língua portuguesa (DAR@língua, para o 2º e 3º ciclo), a Física (fis 10, 11 e 12, todos para o secundário), a Biologia (bis 10 11 e bis 11 12, também para o secundário) e Estudo do Meio (Minibio, para o 1º ciclo), o Inglês (diz4 inglês, para o 1º ciclo), a química e a literacia financeira.